# Jacob Maddox
Jacob Maddox, né le 3 novembre 1998 à Bristol, est un footballeur anglais qui évolue au poste de milieu de terrain au Yeovil Town FC.

## Biographie

### En club
Le 26 juillet 2018, il est prêté à Cheltenham Town.
Le 8 août 2019, il est prêté à Tranmere Rovers.
Le 9 juillet 2021, il est prêté à Burton Albion.
Le 5 septembre 2022, il rejoint Walsall.

### En sélection
Il dispute avec les moins de 19 ans le championnat d'Europe des moins de 19 ans en 2017. Lors de cette compétition, il joue deux matchs. L'Angleterre remporte le tournoi en battant le Portugal en finale.

## Palmarès
- Vainqueur du championnat d'Europe des moins de 19 ans en 2017 avec l'équipe d'Angleterre des moins de 19 ans